# Javier López Santana
Javier López Santana (Las Palmas de Gran Canaria, 6 de mayo de 1999) conocido como Javi López es un jugador de baloncesto español. Con 1,90 metros de altura, juega en la posición de base en las filas del Club Ourense Baloncesto de la Liga LEB Oro.

## Trayectoria
Es un jugador formado en las categorías inferiores de la Canarias Basketball Academy. En 2016, ingresa en la cantera del Herbalife Gran Canaria para jugar en categoría junior y debutar en Liga EBA con el filial. En las siguientes temporadas jugaría en el Club Baloncesto Gran Canaria II, con el que lograría el ascenso a Liga LEB Plata.
El 10 de febrero de 2019, debuta en Liga ACB en un encuentro frente al Delteco GBC, donde jugaría durante 15 segundos en la derrota en casa por 85 a 90. Durante la temporada 2020-21, jugaría 6 encuentros en Liga Endesa con el CB Gran Canaria. En la jornada trigésimo cuarta, anotaría 5 puntos en la victoria por 71 a 92 frente a Bilbao Basket. Más tarde, desde las jornadas 35 a 40, disputaría otros 5 partidos más.
El 8 de julio de 2021, se hace oficial su incorporación a la primera plantilla del equipo de Liga Endesa.
El 12 de agosto de 2022, firma por el Club Melilla Baloncesto de la Liga LEB Oro, para disputar la temporada 2022-23.
El 28 de julio de 2023, firma por el Club Ourense Baloncesto de la Liga LEB Oro.